# Yves Deruyter
Yves Deruyter is een Belgische dj en producer. Hij is vooral bekend van het label Bonzai Records.

## Dj
Yves Deruyter begon zijn carrière als dj in 1985 toen hij dj was in clubs als de Amnesia, La Rocca, Barocci, Globe en Cherrymoon.

## Producer
Zijn carrière als artiest begon in 1991, toen hij een contract tekende met Bonzai Records en zijn eerste single uitbracht 'Animals'. Zijn derde single, 'Rave City' ging meer dan 50.000 keer over de toonbank, en werd een houseklassieker. Zijn vierde single, 'Calling Earth' deed het nog beter, en werd meer dan 70.000 keer verkocht.
In 1997 bracht hij zijn best verkopende single 'The Rebel' uit, wat leidde tot zijn eerste album, 'D-Album'.
Soms gebruikte hij het alias Cherrymoon, genoemd naar de gelijknamige club.

## Album
De cd 'D-Album' werd uitgebracht in 1998 op Orbit Records:
1. A Story About House (Original Mix) (7:59)
2. Calling Earth '97 (4:02)
3. Sexy Animals (Beasty Penetration Mix) (6:08)
4. The Rebel (Original Mix) (3:55)
5. Factor Y (6:48)
6. To The Rhythm (6:15)
7. The Limit (5:50)
8. Bass Mekaniks (5:47)
9. Me, Myself & M.I.K.E. (5:55)
10. Outsiders (Original Mix) (5:25)
11. Rave City (Cherry Mix) (4:44)
12. Feel Free (8:05)